# Шафикова, Каусария Фидаиевна
Шафикова Каусария Фидаиловна (3 января 1949 — 4 мая 2017) — поэтесса, прозаик. Член Союза писателей РБ (1999).

## Биография
Шафикова Каусария Фидаилевна родилась 3 января 1949 г. в д. Исанбай Янаульского района Башкортостана. Будучи инвалидом с детства, лишенная возможности ходить, она получила неполное среднее образование. Занималась домашним образованием.
Первая её книга «Молодые силы» была издана издательством Башкнигоиздат в 1984 году.
Печаталась в поэтических сборниках «Песня девушек» (Казань, 1977, 1984), альманахе «Современник» (Уфа, 1990), «Байга» (Уфа, 1993). На её стихи написано около 200 лирических песен.
Шафикова Каусария Фидаилевна — член редколлегии республиканской газеты «Умет», лауреат конкурса С.Сулеймановой, премии имени Г.Сокроя.
Семья: муж, Рафис Мухаметдинов, известный поэт. Также инвалид с детства.
Скончалась 5 мая 2017 года в с. Исанбай Янаульского района РБ.

## Произведения
- Песня девушек: стихи / Кол. авт. — Казань, 1984. — [на тат. яз.]
- Молодые силы: стихи, рассказы. — Уфа, 1984. — [на баш. яз.]
- Эта песня про тебя: кассета молодых поэтов «Искры». — Уфа: Башкнигоиздат, 1985.
- Первые ласточки: стихи. — Казань, 1988. — [на тат. яз.]
- Десять ключей на горе: стихи. — Казань, 1992. — [на тат. яз.]
- Байга: сб. стихов молодых поэтов. — Уфа, 1993. — [на баш. яз.]
- Янаульские узоры. — Казань, 1994. — [на тат. яз.]
- Пара лебедей: стихи. — Уфа, 1995. — [на тат. яз.]
- Летят воробушки / Кол. авт. — Уфа, 1996. — [на тат. яз.]
- Буинские березы: стихи, рассказы, песни. — Уфа, 1996. — [на тат. яз.]
- Бусинки: рассказы / Кол. авт. — Уфа, 1998. — [на тат. яз.]
- Когда раскрываются почки: стихи. — Нефтекамск, 2000. — [на тат. яз.]
- Слезинки — капельки серебра: новеллы. — Уфа, 2001. — [на тат. яз.]